# Armine Tumanyan
Armine Tumanyan (12 de julio de 1975) es una artista, diseñadora y coordinadora de exposiciones armenia. Miembro de la Unión de Artistas de Armenia, Jefa de la Rama Tavush, Directora de la Fundación Tavush Spiritual Revival.

## Biografía
Armine Tumanyan nació en 1975 en Ereván. Se graduó en el Departamento de Bellas Artes de la Universidad Pedagógica Estatal de Armenia. Estudió Diseño de Moda y Diseño en la Academia Estatal de Bellas Artes de Armenia (MA). En 2016 fundó la plataforma "ArtAm Gallery" en el aeropuerto de Zvartnots, donde presenta obras creadas por artistas armenios contemporáneos a través de exposiciones. Los temas principales de las obras de Armine Tumanyan son el hombre en armonía con la naturaleza, los orígenes y el presente de Armenia, la reproducción del mundo interior de las mujeres y su estado mental. Es miembro de la Unión de Artistas de Armenia, jefa de la rama Tavush, directora de la Fundación Tavush Spiritual Revival.

## Exposiciones
Como un artista
- Ha participado en exposiciones colectivas en Canadá (2012), Israel (2013), Taiwán (2015), Israel (2015).
- Participó en simposios de pintura en Serbia e Israel. En Israel fue la representante del Festival Internacional de Artes y Oficios.
- "Tu nombre es mujer", 2019, Instituto de Arte Naregatsi, Ereván y Shushi.
- "El mundo de las mujeres es muy profundo y variado, incomprensible para muchos. Hoy presenté las imágenes de ocho mujeres de diferentes nacionalidades y la imagen de la mujer más importante: la Virgen María, que es la fuente de mi inspiración. Estas obras se expresan con toda mi sinceridad: amor, emociones, fe ", dijo Armine Tumanyan.
- "Mitos armenios", 2018, Art-Aquarium Exhibition Hall de la Universidad Ruso-Armenia.[5]
- Exposición de 5 artistas femeninas en la Oficina de las Naciones Unidas en Ereván, 2018[6]
- Viajero eterno, Museo de historia de Ereván, 2017

Como coordinadora
- Exposición dedicada a 4 géneros diferentes en Converse Bank
- Concurso de pintura "Pinta tu barril"
- Hotel "Art, Wine and Tango" hotel de 14 pisos, Ereván
- Exposición dedicada a 10 artistas armenios en la Galería Nacional Kiev, 2017
- Simposio internacional de pintura "Tavush a través de los ojos del mundo", 2019 (participaron 23 artistas de 17 países y 7 artistas de Armenia).

## Premios
- Diplomas del Simposio Internacional de Arte de Serbia, Lituania, Moldavia, Corea del Sur.

## Familia
Está casada con Hayk Chobanyan. Tienen dos hijos, una hija y un hijo.